# USS Joseph P. Kennedy Jr.
Lo USS Joseph P. Kennedy Jr. (hull classification symbol DD-850) fu un cacciatorpediniere della United States Navy, entrato in servizio nel dicembre 1945 come parte della classe Gearing.
Assegnato alla base di Newport sulla costa dell'oceano Atlantico, il cacciatorpediniere fu più volte schierato in forza alla United States Sixth Fleet nelle acque del mar Mediterraneo e del Medio Oriente. Tra il gennaio e il giugno 1951 il cacciatorpediniere fu impegnato in azione durante gli scontri della guerra di Corea, mentre tra l'ottobre e il novembre 1962 fu schierato durante gli eventi della crisi dei missili di Cuba; la nave fu più volte impiegata anche nel recupero delle capsule spaziali statunitensi ammarate al largo delle coste orientali degli Stati Uniti.
Il Kennedy fu radiato dal servizio attivo nel luglio 1973. Acquistata dal museo Battleship Cove nel 1974, da allora è esposta in mostra a Fall River in Massachusetts; lo scafo è stato inserito nel National Register of Historic Places e dal 1989 è stato proclamato National Historic Landmark.

## Storia

### Anni 1940 e 1950

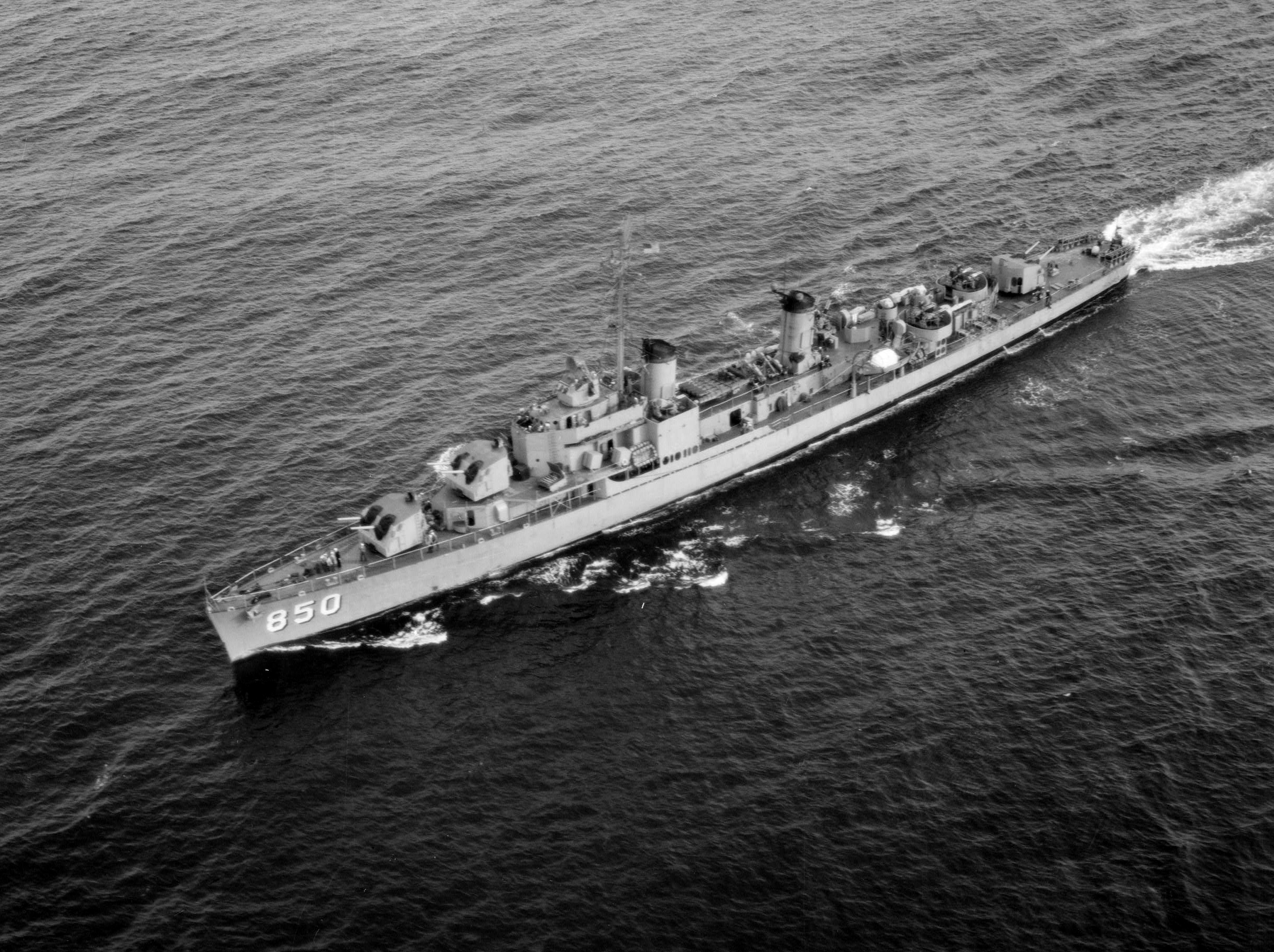
Veduta dall'alto della nave in navigazione nel 1950

Impostata in piena seconda guerra mondiale il 2 aprile 1945 nei cantieri Fore River Shipyard di Quincy in Massachusetts per conto della Bethlehem Shipbuilding Corporation, la nave venne varata il 26 luglio 1945 con il nome di Joseph P. Kennedy Jr.. L'unità fu intitolata in onore di Joseph Patrick Kennedy Jr., tenente di vascello e aviatore della U.S. Navy, figlio del diplomatico e imprenditore Joseph P. Kennedy e fratello maggiore del futuro presidente degli Stati Uniti d'America John Fitzgerald Kennedy, insignito della Navy Cross dopo la sua morte il 12 agosto 1944 in un incidente aereo mentre pilotava un velivolo sperimentale; madrina del varo fu Jean Ann Kennedy, sorella minore di Joseph Patrick Jr. La nave entrò ufficialmente in servizio il 15 dicembre 1945, a conflitto ormai terminato; dopo una crociera inaugurale nella regione del Mar dei Caraibi, il cacciatorpediniere operò in compiti di addestramento con la Naval Reserve Training di Newport prima di trasferirsi in ottobre a Norfolk ed entrare in forza all'United States Atlantic Fleet.
Nel febbraio 1947 il Kennedy compì la sua prima traversata dell'oceano Atlantico, venendo rischierato nel mar Mediterraneo in forza alla United States Sixth Fleet; la nave tornò a Newport nel giugno 1948, ma fu nuovamente distaccata nel Mediterraneo dall'agosto 1949 al gennaio 1950, operando come nave ammiraglia del Destroyer Squadron 18. Il 3 gennaio 1951 il Kennedy salpò dalla costa atlantica degli Stati Uniti e, via canale di Panama, raggiunse il Giappone un mese più tardi entrando quindi in forza al dispositivo navale statunitense impegnato negli scontri della guerra di Corea: tra febbraio e giugno 1951 il cacciatorpediniere scortò i gruppi di portaerei statunitensi e compì vari bombardamenti delle posizioni nemiche lungo la costa della penisola coreana, salvo un periodo tra aprile e maggio quando fu distaccato nello stretto di Formosa per inibire eventuali azioni ostili della Cina contro Taiwan. Dopo un periodo di quasi costanti operazioni militari, la nave rientrò a Sasebo il 13 giugno per poi intraprendere un periplo completo del globo, rientrando sulla costa occidentale degli Stati Uniti passando per Singapore, Bahrein, canale di Suez, Napoli e Gibilterra prima di arrivare infine a Newport il 9 agosto 1951. Il Kennedy fu quindi impiegato nei mesi seguenti in attività di addestramento con la Fleet Training School di Newport, intervallati da due rischieramenti nel Mediterraneo dal gennaio al maggio 1953 e dal gennaio al maggio 1954; tra il novembre 1955 e il marzo 1956 il cacciatorpediniere fu invece distaccato per operare nelle acque dell'Europa settentrionale, visitando vari porti in Norvegia e Germania.
Negli anni seguenti il Kennedy continuò ad alternare impieghi nelle acque di casa come unità di addestramento a rischieramenti operativi con la Sixth Fleet nel Mediterraneo o nelle acque del nord Europa, intraprendendo anche tra l'aprile e il luglio 1958 un dispiegamento nella zona del Golfo Persico durante un periodo di forti tensioni politiche locali date dalla crisi in corso in Libano e dalla Rivoluzione del 14 luglio in Iraq.

### Dagli anni 1960 a oggi

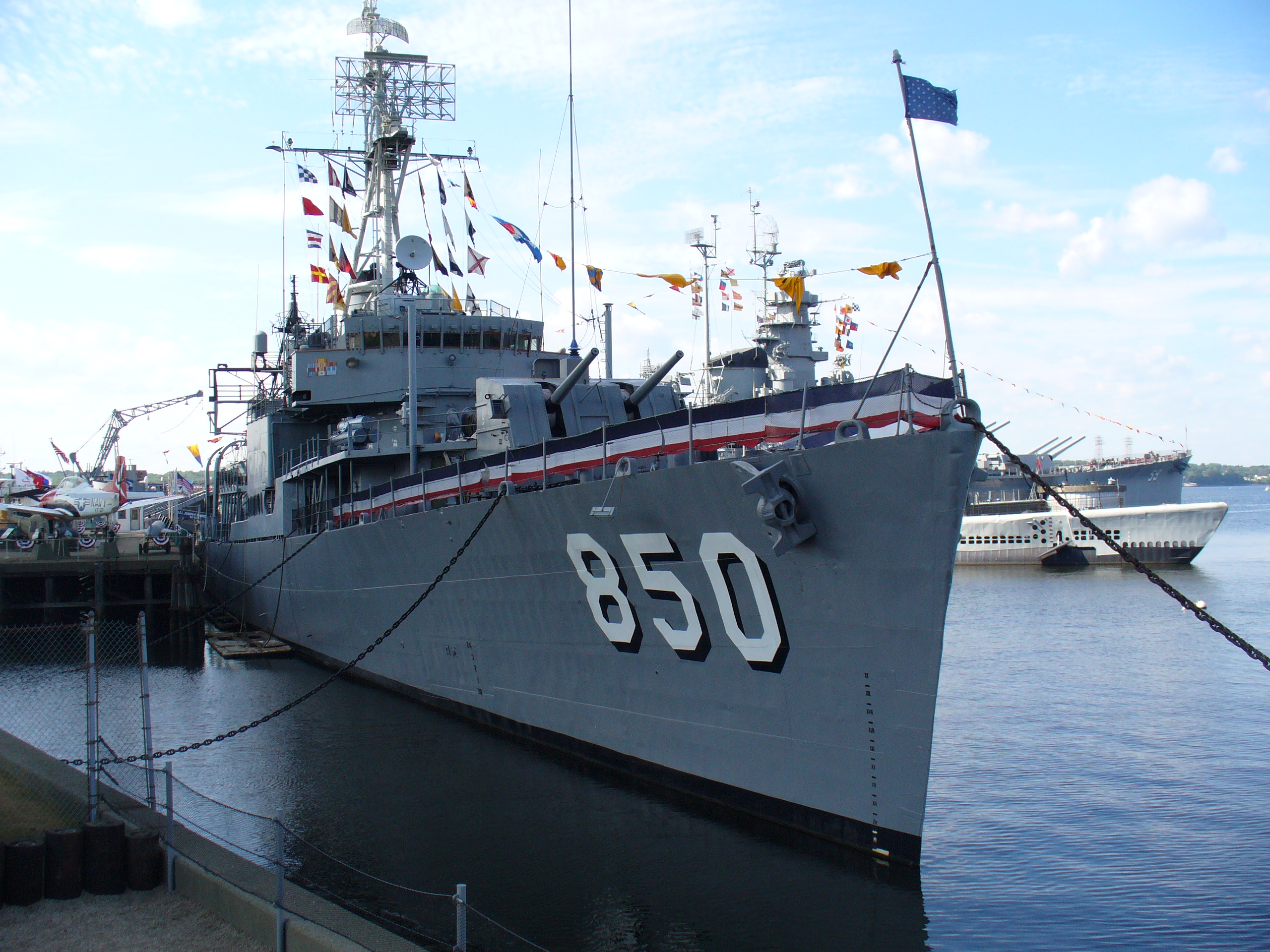
La prua del Kennedy in mostra al Battleship Cove di Fall River nel 2007

Nel gennaio 1961 il Kennedy raggiunse Washington per presenziare alla cerimonia di inaugurazione dell'amministrazione del presidente John Fitzgerald Kennedy, per poi essere impiegato tra il febbraio e l'aprile seguente nelle operazioni di recupero in mare delle capsule spaziali del Programma Mercury. Il 1º luglio 1961 il cacciatorpediniere fu messo in cantiere al New York Navy Yard per sottoporsi a un esteso programma di modernizzazione degli apparati e degli armamenti, in base ai dettami del programma FRAM; tra i vari interventi, l'armamento antisommergibili della nave fu migliorato e modernizzato, e fu aggiunta una piazzola di decollo e un hangar per un elicottero. La nave tornò quindi operativa nel tardo maggio 1962.
Nell'ottobre 1962 e fino al novembre seguente il Kennedy fu impegnato negli eventi della crisi dei missili di Cuba, assegnato al gruppo navale statunitense incaricato di imporre il blocco navale a Cuba e impedire l'arrivo sull'isola di missili e armamenti sovietici; nell'ambito di queste operazioni, il 26 ottobre il cacciatorpediniere fermò e ispezionò il mercantile libanese Marucla, lasciandolo poi libero di proseguire non avendo a bordo alcun materiale sospetto. La nave riprese quindi le abituali attività di addestramento al largo della East Coast statunitense, con nuovi dispiegamento in Mediterraneo tra l'aprile e l'agosto 1964 e tra l'ottobre e il novembre 1964, quando partecipò alla vasta esercitazione di assalto anfibio "Steel Pike I" lungo le coste della Spagna. Dopo un turno di lavori al Boston Navy Yard nei primi tre mesi del 1965, nel novembre dello stesso anno il Kennedy operò al largo di Bermuda come parte della squadra navale di recupero delle capsule spaziali Gemini 6 e Gemini 7, prima di intraprendere un nuovo schieramento nel Mediterraneo dal febbraio al giugno 1966; nel novembre 1966 partecipò invece al recupero della capsula spaziale Gemini 12.
Anche negli ultimi anni della sua carriera il Kennedy continuò ad alternare gli impieghi come unità d'addestramento di base a Newport a dispiegamenti operativi nelle acque europee in forza alla Sixth Fleet. La nave fu ancora una volta inviata nel Mediterraneo tra il marzo e l'aprile 1967, passando poi il canale di Suez per operare nel Mar Rosso e nel Golfo di Aden fino a giugno; la nave rientrò quindi negli Stati Uniti passando per il Capo di Buona Speranza e il Sudamerica, arrivando a Newport in luglio. Altri due turni di servizio nel Mediterraneo si ebbero nella prima metà del 1970 e, infine, nel dicembre 1972; la nave fu infine ufficialmente radiata dal servizio attivo a Newport il 2 luglio 1973. 
Nel 1974 lo scafo del Kennedy fu acquistato dalla fondazione del museo Battleship Cove ed esposto quindi come nave museo a Fall River in Massachusetts; nel 1976 il cacciatorpediniere è stato inserito nel National Register of Historic Places e dal 1989 è stato proclamato National Historic Landmark, ospitando a bordo lo Admiral Arleigh Burke National Destroyermen's Museum e divenendo il memoriale ufficiale dedicato ai cittadini del Massachusetts caduti in servizio durante la guerra di Corea. Nella primavera del 2000 il Kennedy è stato rimorchiato nelle acque del Rhode Island per interpretare il ruolo di un cacciatorpediniere statunitense nelle riprese del film Thirteen Days, dedicato agli eventi della crisi dei missili di Cuba a cui la nave stessa aveva a suo tempo partecipato.